# 조지 스테퍼노펄러스

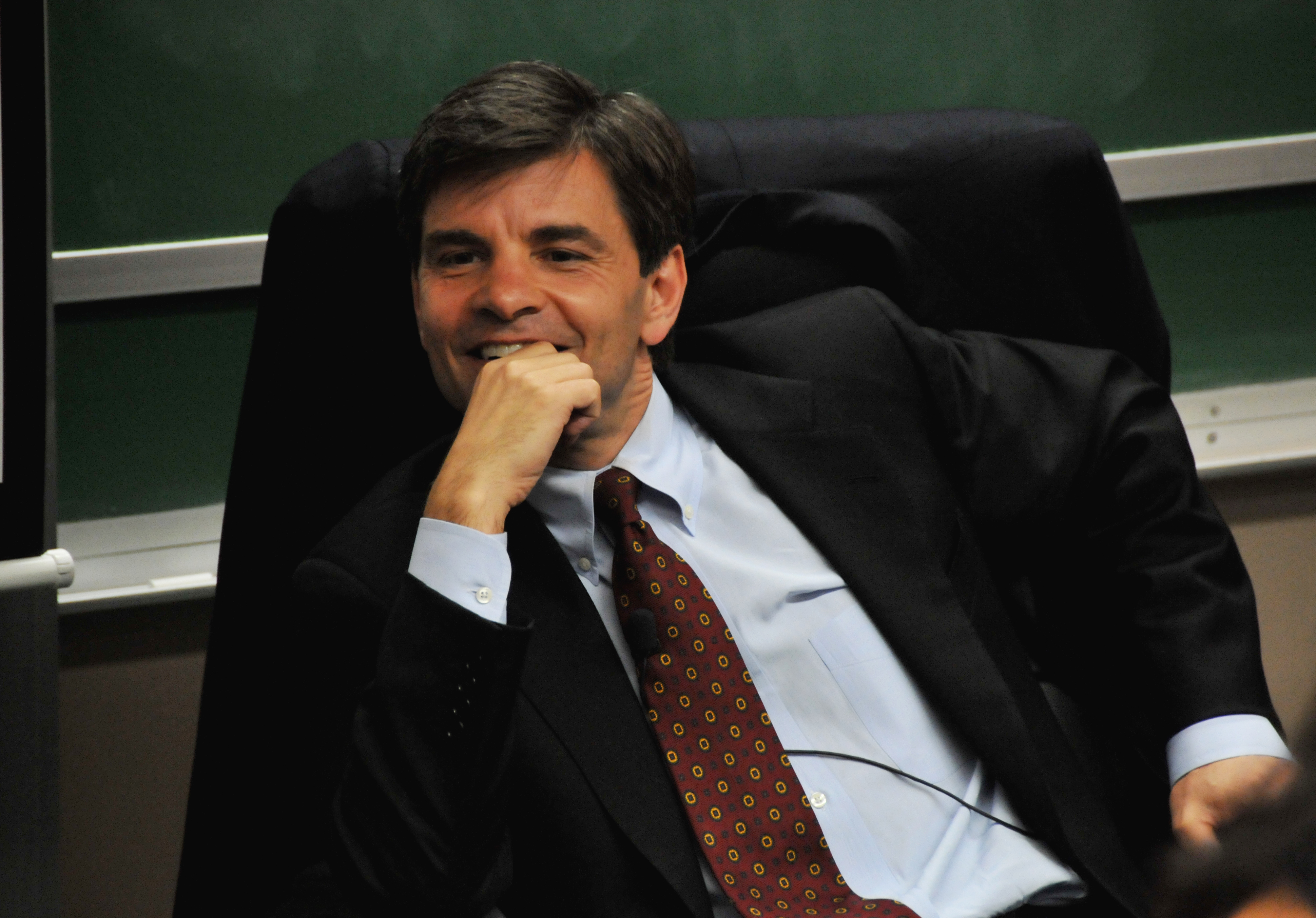
조지 스테퍼노펄러스

조지 로버트 스테퍼노펄러스(George Robert Stephanopoulos, 1961년 2월 10일 ~ )는 미국의 전직 정치 고문이자 현직 언론인이다. 빌 클린턴 정권 홍보 담당 대통령 보좌관(백악관 홍보부 부장), 대통령 정책 · 전략 담당 수석 고문을 지냈다. 현재 ABC 워싱턴 지국장이다.